# Burkina Faso a 2020. évi nyári olimpiai játékokon
Burkina Faso a japán Tokióban megrendezett 2020. évi nyári olimpiai játékok egyik részt vevő nemzete volt. Az országot 5 sportágban 7 sportoló képviselte, akik összesen 1 érmet szereztek.

## Érmesek
| Érem  | Versenyző            | Sportág  | Versenyszám       |
| ----- | -------------------- | -------- | ----------------- |
| Bronz | Hugues Fabrice Zango | Atlétika | Férfi hármasugrás |

## Atlétika
Férfi
| Versenyző            | Versenyszám | Selejtező | Selejtező | Döntő    | Döntő    |
| Versenyző            | Versenyszám | Eredmény  | Helyezés  | Eredmény | Helyezés |
| -------------------- | ----------- | --------- | --------- | -------- | -------- |
| Hugues Fabrice Zango | Hármasugrás | 16,83 m   | 12.       | 17,47 m  |          |

Női
| Versenyző    | Versenyszám | 100 m gát | 100 m gát | Magasugrás | Magasugrás | Súlylökés | Súlylökés | 200 m        | 200 m        | Távolugrás   | Távolugrás   | Gerelyhajítás | Gerelyhajítás | 800 m        | 800 m        | Végeredmény  | Végeredmény  |
| Versenyző    | Versenyszám | Idő       | Pont      | Eredmény   | Pont       | Eredmény  | Pont      | Idő          | Pont         | Eredmény     | Pont         | Eredmény      | Pont          | Idő          | Pont         | Pont         | Helyezés     |
| ------------ | ----------- | --------- | --------- | ---------- | ---------- | --------- | --------- | ------------ | ------------ | ------------ | ------------ | ------------- | ------------- | ------------ | ------------ | ------------ | ------------ |
| Marthe Koala | Hétpróba    | 13,07     | 1114      | 1,74 m     | 903        | 12,94 m   | 697       | visszalépett | visszalépett | visszalépett | visszalépett | visszalépett  | visszalépett  | visszalépett | visszalépett | visszalépett | visszalépett |

## Cselgáncs
Férfi
| Versenyző    | Versenyszám | Selejtező         | 32-es főtábla              | Nyolcaddöntő      | Negyeddöntő       | Elődöntő          | Vigaszág elődöntő | Bronz- mérkőzés   | Döntő             | Helyezés |
| Versenyző    | Versenyszám | Ellenfél Eredmény | Ellenfél Eredmény          | Ellenfél Eredmény | Ellenfél Eredmény | Ellenfél Eredmény | Ellenfél Eredmény | Ellenfél Eredmény | Ellenfél Eredmény | Helyezés |
| ------------ | ----------- | ----------------- | -------------------------- | ----------------- | ----------------- | ----------------- | ----------------- | ----------------- | ----------------- | -------- |
| Lucas Diallo | Könnyűsúly  | erőnyerő          | Cedric Bessi (MON) · 00–10 | kiesett           | kiesett           | kiesett           | kiesett           | kiesett           | kiesett           | 17.      |

## Kerékpározás

### Országúti kerékpározás
Férfi
| Versenyző    | Versenyszám   | Idő           | Helyezés      |
| ------------ | ------------- | ------------- | ------------- |
| Paul Daumont | mezőnyverseny | nem ért célba | nem ért célba |

## Taekwondo
Férfi
| Versenyző       | Versenyszám | Nyolcaddöntő                  | Negyeddöntő       | Elődöntő          | Vigaszág elődöntő         | Bronz- mérkőzés   | Döntő             | Helyezés |
| Versenyző       | Versenyszám | Ellenfél Eredmény             | Ellenfél Eredmény | Ellenfél Eredmény | Ellenfél Eredmény         | Ellenfél Eredmény | Ellenfél Eredmény | Helyezés |
| --------------- | ----------- | ----------------------------- | ----------------- | ----------------- | ------------------------- | ----------------- | ----------------- | -------- |
| Faysal Sawadogo | Váltósúly   | Maksim Khramtsov (ROC) · 6–13 |                   |                   | Toni Kanaet (CRO) · 10–30 | kiesett           | kiesett           | kiesett  |

## Úszás
Férfi
| Versenyző       | Versenyszám | Előfutam | Előfutam | Előfutam | Elődöntő | Elődöntő | Elődöntő | Döntő   | Döntő    |
| Versenyző       | Versenyszám | Idő      | Hely.    | Össz.    | Idő      | Hely.    | Össz.    | Idő     | Helyezés |
| --------------- | ----------- | -------- | -------- | -------- | -------- | -------- | -------- | ------- | -------- |
| Adama Ouedraogo | 50 m gyors  | 25,22    | 6.       | 54.      | kiesett  | kiesett  | kiesett  | kiesett | kiesett  |

Női
| Versenyző          | Versenyszám | Előfutam | Előfutam | Előfutam | Elődöntő | Elődöntő | Elődöntő | Döntő   | Döntő    |
| Versenyző          | Versenyszám | Idő      | Hely.    | Össz.    | Idő      | Hely.    | Össz.    | Idő     | Helyezés |
| ------------------ | ----------- | -------- | -------- | -------- | -------- | -------- | -------- | ------- | -------- |
| Angelika Ouedraogo | 50 m gyors  | 28,38    | 3.       | 58.      | kiesett  | kiesett  | kiesett  | kiesett | kiesett  |